# UNIVAC 1103

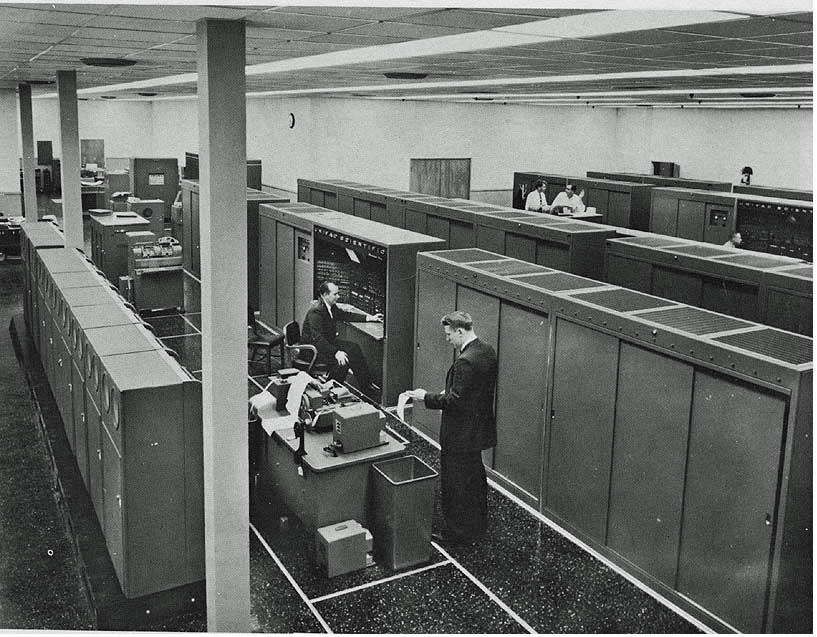
UNIVAC 1103

UNIVAC 1103（ユニバック1103）または ERA 1103は、UNIVAC 1101の後継コンピュータである。1953年10月、Engineering Research Associates の設計の基にレミントン・ランド社が製造した。シーモア・クレイが設計した最初のコンピュータである。

## 歴史
Atlas（UNIVAC 1101）が完成する以前から、海軍は Engineering Research Associates にさらに高性能な暗号解読用マシンの設計を依頼した。プロジェクト名は Task 29、コンピュータ名は Atlas IIとされた。
1952年、ERAはNSAの前身である Armed Forces Security Agency から Atlas IIの商用化の承認を願い出た。特別な命令をいくつか削除するという条件で許可が得られた。この商用バージョンが UNIVAC 1103 となった。機密保持のため、レミントン・ランド経営陣にはこのマシンの来歴を知らせなかったという。
レミントン・ランドは1953年2月に UNIVAC 1103 を発表した。科学技術計算市場で IBM 701 と競合した。1954年初め、アメリカ統合参謀本部の委員会が数値予報プロジェクトでどちらを採用するか判断するため、比較評価を要求した。評価してみると両者の計算性能はほぼ同等であり、IBMの方が入出力装置が高性能だったため満場一致でIBMが選ばれた。
後継機種 UNIVAC 1103A （別名 Univac Scientific）は、不安定なウィリアムス管メモリを磁気コアメモリに置き換え、浮動小数点演算命令をハードウェアに追加し、割り込み機構を備えている。

## 技術的詳細
UNIVAC 1103 は 1024ビットのウィリアムス管メモリを36本使用しており、1024ワード×36ビットのRAMを備えている。36本のウィリアムス管はそれぞれ直径5インチ（約13cm）であったという。また磁気ドラムメモリは 16,384ワードの容量を持つ。この静電メモリとドラムメモリには直接アドレスが振られている。アドレス 0～01777（八進数）には静電メモリが配置され、040000～077777（八進数）には磁気ドラムメモリが配置されている。
固定小数点数は 1ビットの符号と 35ビットの値からなり、負数は1の補数形式で表現する。命令は 6ビットの命令コードと 15ビットのオペランドアドレスからなる。
プログラミング言語としてはいくつかのアセンブラ（レミントン・ランド製の RECO、Ramo-Wooldridge Corporation の RAWOOP）と、いくつかの浮動小数点変換システム（Ramo-Wooldridge Corporation の SNAP、Consolidated Vultee Aircraft の FLIP、ライト・パターソン空軍基地で開発された CHIP）があった。

## 1103A
後継の UNIVAC 1103A は1956年3月に登場した。最大の変更点は、磁気コアメモリの採用と割り込み機能の追加である 。磁気コアメモリは最大12,288ワード×36ビットを搭載可能で、4,096ワード×3バンク構成となっている。
固定小数点数は 1ビットの符号と 35ビットの値からなり、負数は1の補数形式で表現する。浮動小数点数は1ビットの符号、8ビットの指数、27ビットの仮数からなる。命令は 6ビットの命令コードと 15ビットのオペランドアドレスからなる。
1103Aは IBM 704 と競合した。どちらも真空管による論理回路、磁気コアメモリ、浮動小数点数のハードウェアサポートとなっている。

## 1104
UNIVAC 1104は、ボマークミサイルプログラムで使用するために、1957年にウェスティングハウス・エレクトリック用に構築されたUNIVAC 1103の30ビット版である。しかし、1960年代にボマークが展開されるよりも前に、より新しいコンピューター（AN/USQ-20の改良版でG-40と呼ばれる）により置き換えられた。